# Charles Burney (1825-1887)
Pour les articles homonymes, voir Charles Burney et Burney.
Charles Burney, né à Londres le 9 octobre 1825 et mort à Jersey le 19 juin 1887, est un officier de marine britannique.

## Biographie
Capitaine dans la Royal Navy (1855), il effectue vers 1864 des expériences sur les canons des navires. Compagnon de l'Ordre du Bain, superintendant de l'hôpital de Greenwich, il sert ensuite à Jersey où il finit sa vie. 
Jules Verne le mentionne pour ses expériences dans Vingt-mille lieues sous les mers (partie 1, chapitre XV).